# Rezerwat przyrody Fintické svahy
Rezerwat przyrody Fintické svahy (słow. Prírodná rezervácia Fintické svahy) – rezerwat przyrody w pn.-wsch. Słowacji.

## Położenie
Rezerwat leży w niewielkiej grupie wzgórz wulkanicznego pochodzenia, zwanej Stráže. Znajduje się ona na pograniczu Gór Czerchowskich (na pn.) oraz Kotliny Koszyckiej (na pd.). Według części geografów słowackich grupa ta stanowi pd.-wsch. „zakończenie” mezoregionu Spišsko-šarišské medzihorie, natomiast z punktu widzenia podobieństw geomorfologicznych stanowi raczej pn.-zach. kraniec Gór Slańskich. Rezerwat obejmuje pas pd.-zach. stoków wydłużonego wzgórza zwanego Kapušiansky hradný vrch, na którego pd.-wsch. krańcu znajdują się ruiny Zamku Kapušiany.
Rezerwat położony jest w całości w granicach wsi Fintice w powiecie Preszów w kraju preszowskim, ok. 1,5 km na pn.-wsch. od centrum tej wsi i ok. 7 km na pn.wsch. od Preszowa.

## Charakterystyka
Wzgórze Kapušiansky hradný vrch budują głównie skały andezytowe, co związane jest z wulkanicznym pochodzeniem całej grupy. Rezerwat obejmuje wąski pas terenów długości ok. 2,3 km, ciągnący się wzdłuż pd.-zach. stoków wzgórza. Podłoże, usytuowanie i ekspozycja terenu zadecydowały o utworzeniu się specyficznego mikroklimatu, w którym rozwinęły się oryginalne zespoły ciepłolubnej i sucholubnej flory i fauny.  Jest to najbardziej na północ wysunięte miejsce występowania takich zbiorowisk we wschodniej Słowacji.

## Flora
Znaczną część terenu rezerwatu pokrywają ciepłolubne, świetliste lasy dębowe. Na otwartych miejscach o południowej i południowo-zachodniej wystawie dominują zespoły płytkich gleb silikatowych z kostrzewą nibydalmacką i pięciornikiem piaskowym. Rosną w nich liczne gatunki subpanońskie, w tym również takie rzadkie gatunki jak kosaciec bezlistny var. hungarica i sasanka wielkokwiatowa. Godne uwagi jest występowanie sasanki otwartej, której niezbyt liczna populacja wyznacza wschodnią granicę występowania tego gatunku na Słowacji. Z rzadka notowany jest obuwik pospolity. Na skalnych półkach i w szczelinach ścian rozwijają się interesujące zespoły roślinności naskalnej. Charakterystyczne jest rozproszone występowanie derenia jadalnego.

## Fauna
Spośród fauny wyróżniają się ptaki, w tym m.in.: dzięcioł czarny, orlik krzykliwy, trzmielojad zwyczajny, puchacz zwyczajny, puszczyk uralski (jako relikt epoki lodowcowej) czy bocian czarny. W sezonowych młakach leśnych występuje m.in. kumak górski, a na nagrzanych andezytowych ścianach jaszczurka murowa. Z owadów liczne są motyle, m.in. czerwończyk nieparek, czerwończyk fioletek, krasopani hera i wietek morsei.

## Historia
Utworzony rozporządzeniem Ministerstwa Kultury Słowackiej Republiki Socjalistycznej nr 3489/80-32 z dnia 31 maja 1980 r. W rezerwacie ustanowiono 4 stopień ochrony (w skali 5-stopniowej).

## Przedmiot ochrony
Rezerwat utworzono w celu ochrony unikatowych zespołów ciepłolubnej flory i fauny w północnej części Gór Slańskich dla celów naukowo-badawczych, dydaktycznych oraz kulturalno-wychowawczych.